# Mieczysław Wójcik
Mieczysław Wójcik (ur. 16 kwietnia 1941 w Teodorowie) – polski działacz partyjny i państwowy, były I sekretarz Komitetu Powiatowego w Białogardzie, w latach 1981–1984 I sekretarz Komitetu Wojewódzkiego PZPR w Słupsku, w latach 1984–1989 przewodniczący Prezydium Wojewódzkiej Rady Narodowej w Słupsku.

## Życiorys
Syn Józefa i Marianny. Ukończył magisterskie studia inżynierskie. Wstąpił do Polskiej Zjednoczonej Partii Robotniczej. Od 1967 był sekretarzem, a od 1970 do 1975 I sekretarzem Komitetu Powiatowego PZPR w Białogardzie. Zajmował też stanowisko przewodniczącego Prezydium Powiatowej Rady Narodowej w tym mieście. Od 1975 do 1977 kierował Wydziałem Rolnym w Komitecie Wojewódzkim w Słupsku, następnie od 1978 do 1981 był prezesem WZSR „Samopomoc Chłopska” w tym mieście. Od 17 czerwca 1981 do 7 stycznia 1984 pełnił funkcję I sekretarza Komitetu Wojewódzkiego PZPR w Słupsku. W 1981 wybrany zastępcą członka Komitetu Centralnego partii. W czerwcu 1984 został przewodniczącym Prezydium Wojewódzkiej Rady Narodowej w Słupsku (pozostał nim do kwietnia 1989) i zasiadał w egzekutywie KW.